# Паневритмия
Паневритмията е система от гимнастически музикални упражнения, практикувани от Бялото братство – последователите на Петър Дънов.
Създавана е от него постепенно, от 1927 г. нататък.:с. 245 Паневритмията има задълбочена философска основа и съчетава музика, движение, мисъл и слово в хармонично цяло.:с. 47–50:с. 198, 238 Насочена е към постигане на вътрешен баланс и хармонизация. Дънов поставя акцента на упражненията върху вземането и даването, като според привържениците на Бялото братство целта е да се създаде съзнателен обмен със силите на природата. Паневритмията се практикува както за физическо здраве, така и за духовно развитие.

## Етимология
Етимологично „паневритмия“ е съставена от три корена:
- „Пан“ означава всичко, все, всеобщ, космичен;
- „Ев“ или на латински „еу“ е това, от което излиза всичко; то означава висшето, същината, реалното, същественото в света.
- „Ритъм“ значи правилност в движенията или във всеки външен израз на нещата.[8]

Етимологически смисълът на думата „паневритмия“ най-често се предава чрез израза: „висш космичен ритъм или всемирна хармония на движението“. Извън етимологизацията паневритмията може да се определи като система от специфични упражнения с музикален съпровод, целящи както развитието на физическото тяло, така и пробуждането на съзнанието и хармонизиране на човека с природата.

## Същност
Паневритмията е съставена от три дяла, които се изпълняват един след друг: първи дял, наречен „28 упражнения“, втори дял – „Слънчеви лъчи“ и трети дял – „Пентаграм“. Трите дяла се състоят от различни упражнения и се характеризират с различни особености, начин на подреждане и движение на участниците, продължителност. Всяко едно упражнение има определена философска идея, изразена чрез неговата музика, движения, наименование и текст на песента. Всички упражнения, както и трите дяла, са подредени в смислова последователност, смята се, че представляват последователни моменти на индивидуалното и колективното развитие на човека.:с. 47–50, 179
Паневритмията има няколко нива:
- ментално – израз на идеите,
- акционално – свързано с ритъма и движението,
- музикално – с тоналността, музиката,
- вербално – с текста на песните.[9]

Изпълнява се на открито, сред природата, рано сутрин (по/след изгрев слънце), в периода от 22 март до 22 септември (от деня на пролетното до деня на есенното равноденствие). Подреждането е в кръг или в по-сложни фигури. Участниците са по двойки (броят им е неограничен); препоръчително е да са облечени в бели или светли дрехи. Музикантите и певците са в центъра на кръга. Включените музикални инструменти не са ограничени, но с предимство се използва цигулката. Движенията са плавни, с участието на всички части на тялото. Походката е специфична – кракът винаги докосва терена първо с пръстите. Дишането е естествено; има специално дихателно упражнение. Продължителността на паневритмията е общо около 70 минути или повече, а чистото време е около 60 минути. Спазен е принципът за постепенност. Постоянно се редуват моменти на ритмично съкращение и разхлабване на мускулатурата и така натоварването се понася по-лесно. Координационните изисквания нарастват в средната част на първия дял и във втория дял; изискванията към равновесието също постепенно нарастват към максимума си в средния дял, а изискванията към психиката се засилват постепенно към последния дял.:с. 50-51
Целта е подобряване и поддържане на здравето и стимулиране на хармоничното развитие на личността, на човешките способности, емоции и нагласи към живота,:с. 34 чрез постигане на хармония с природата (вселената, всемира). Според Дънов през човешкото тяло протичат „земни“ и „слънчеви“ (или „небесни“) енергии (според изследователите вероятно аналогични на „ин“ и „ян“ енергиите в източната философия), които трябва да бъдат балансирани, защото те определят здравословното състояние на човека, неговите мисли и чувства, и това се постига чрез паневритмичните упражнения.:с. 66

### 28 упражнения
Първата част включва 28 упражнения, изпълнявани с партньор при движение в кръг (в посока, обратна на тази на часовниковата стрелка). Първите десет упражнения, известни още като „Първият ден на Пролетта“, се изпълняват без прекъсване. След това движенията на ръцете и краката се усложняват и координационните изисквания нарастват, правят се малки паузи. Този дял представлява символичното пробуждане на душата, тъй като природата се пробужда през пролетта. Според Петър Дънов, фокусът върху движението във всяко упражнение и идеите, свързани с упражнението са ключови за правилното изпълнение на упражненията. Упражненията трябва да се изпълняват мислено и с любов, а не механично.

### „Слънчеви лъчи“
„Слънчеви лъчи“ е композиция, изпълнявана след 28-те упражнения. Този дял от паневритмията е по-сложен в хореографско отношения. Музиката му като цяло е създадена в типичния за българската народна музика неравноделен размер 7/16. Хронологически е създаден последен, през 1941 г., но е поставен между съществуващите вече два дяла; така завършва оформянето на Паневритмията като цялостна система.:с. 93–94, 182
Участниците, подредени по двойки, образуват две групи: 12 лъча, които символично представляват отварянето на дванадесетте порти на живота, изразено по друг начин чрез 12-те знака на зодиака, и външен кръг около лъчите, представящ колелото на живота. Действайки като радиуси, 12-те лъча се приближават до центъра, символизирайки приемането на жизнените сили, и след това се връщат назад, за да влеят тези сили във външния кръг, който се привежда в движение. По-нататък всеки от партньорите в двойка извършва кръгове около другия. Тези движения представляват етапи на развитие, в които човечеството е в капан, в кръга на материалното съзнание. Следващи движения символизират освобождението от този кръг и последвалата радост, свързана с такова освобождаване, изразено чрез пеенето и пляскането на участниците.

### „Пентаграм“
Третата част е Пентаграмът, който символично представя пътя на човешката душа към съвършенство. Всеки лъч от пентаграма представлява съответно любов, мъдрост, истина, справедливост и добродетел и всеки участник преминава през тези позиции.:с. 260 Пентаграмът е също метафора за космически човек в движение, като аписите са глава, две ръце и два крака.
Упражнението се изпълнява от групи с по пет двойки участници, които се нареждат в радиални редици. Всяка група представя един пентаграм и изпълнява доста сложни геометрични фигури, като хората в нея се движат и разменят местата си,:с. 81, 259-260 символизирайки, че положителните добродетели на индивида трябва да бъдат в движение, за да могат да имат ефект. След това участниците тръгват напред, представяйки че въплъщаването на добродетелите е постигнато. Тези движения се повтарят пет пъти, координирано с общо кръгово придвижване на всички групи.

## История

### Създаване
Музиката, движенията и някои от текстовете на песните са създавани и усъвършенствани от Петър Дънов в течение на много години. По свидетелство на Крум Въжаров той показва първите упражнения от паневритмията на учениците си през 1927 г.:с. 245 Още преди това обаче създава някои от песните, които по-късно стават част от първия дял. Повечето от текстовете са написани по негова поръка от поетесите Олга Славчева (повечето текстове от първия дял) и Весела Несторова (повечето стихове към втория дял).:с. 93–94 Най-старият автентичен документ, с дата 19 май 1932 г., е нотният текст на „Първия ден на пролетта“, упражнения 6, 7 и 8, дадени с четен брой тактове (38).:с. 241 От 1933 г. е първият съхранен неофициален документ, описващ упражненията на паневритмията („Най-новите гимнастически музикални упражнения“).:с. 93–94
Хронологично, след първия дял той дава упражнението „Пентаграм“, сегашния трети дял. Композицията „Слънчеви лъчи“ е създадена последна, през 1941 г., но е поставена между съществуващите вече два дяла; така завършва оформянето на паневритмията като цялостна система.:с. 93-94 Първоначално се е използвал изразът „музикални гимнастически упражнения“; в края на живота си Петър Дънов възлага на Ярмила Менцлова да оправи „гимнастиките“. От дневници на ученици се вижда, че през 1932 г. думата „паневритмия“ вече е била позната.:с. 182:с. 250 В публикация названието се среща за първи път през 1935 г. – статия на Боян Боев, озаглавена „Паневритмия“ (сп. „Житно зърно“, кн.2/3).:с. 182 В същата статия е отбелязано, че се играе „от ранна пролет до късна есен“.:с. 26

### Издания
Преди 1944 г. излизат 3 издания, описващи паневритмията. Съвкупно те дават представа за нейните компоненти: принципи, смисъл, музика, движения и поетичен текст. Това са:
- Беинса Дуно, „Паневритмия“, София, 1938;
- „Паневритмия. Песни на хармоничните движения. Музика и движения от Учителя“, София, 1941;
- „Слънчеви лъчи. Музика, движение и говор от Учителя“, София, 1942.

Непосредствено преди смъртта си Дънов заръчва на Ярмила Менцлова, известна професионална танцьорка и хореографка, да оправи паневритмията. На нейното колебание той категорично заявява, че именно тя трябва да го направи. В началото на 50-те години Менцлова прави съвместен опит с Мария Тодорова и Елена Андреева, съставяйки текст, известен по-късно като „Паневритмията на сестрите“, който не е публикуван, а се разпространява като машинописни копия, без имената им. По-късно, през 1984 г. Ярмила Менцлова издава във Франция, където живее, „Паневритмията“ (La Paneurythmie) – том 1, написана с голям професионализъм и дълбоко вникване в движенията. Смъртта ѝ след нападение осуетява написването на следващите части, описващи „Слънчеви лъчи“ и „Пентаграм“.

## Терапевтика
В първата публикувана книга за Паневритмията от 1938 г. упражненията са определени главно като метод за поддържане на добро здраве – по-специално като интелигентен обмен между човек и природа с цел насърчаване на здравето чрез ритмични и хармонични движения, съчетани със съответната музика, концентрация на мисълта и правилно дишане. В периода след 2001 г. са извършени редица научни изследвания на паневритмията: теоретични (анализи на текста и на музиката), констатиращи и експериментални (с деца и възрастни), при които се показват положителни ефекти от практиката върху участниците. Според проучване от 2004 г. мнозинството от участниците в паневритмия посочват подобрение на психичните, физическите и социалните аспекти на здравето си. При голямо експериментално контролирано проучване през 2007/2008 г. се показва значително подобрение на психофизичното състояние като резултат от 6 месеца обучение: подобрява се равновесието (статично и динамично), общата подвижност, статичната силова издръжливост на мускулите абдуктори в раменните стави и динамичната на мускулите флексори в глезенните стави, засилват се редица позитивни психически състояния и намалява изразеността на негативните, работоспособността, стресоустойчивостта и ефективността при социалните дейности се повишават и като цяло качеството на живота, дължащо се на здравето.:с. 8-9, 107-116, 171-175. Паневритмията също е изследвана като потенциален метод за физическа подготовка, като едно проучване предполага значително подобрение в баланса, скоростта и пъргавината.

## Разпространение
В България паневритмия се играе редовно в София, Пловдив, Варна, Бургас, Видин, Монтана, Враца, Плевен, Велико Търново, Габрово, Русе, Търговище, Шумен, Благоевград, Перник, Пазарджик, Казанлък, Стара Загора, Сливен, Ямбол и др. В чужбина паневритмия се организира в САЩ, Франция, Русия, Англия, Австралия, Швеция, Италия, Испания, Германия, Австрия, Македония и др.През месец август последователите на Бялото братство от много страни играят паневритмия в Рила на широкото било до Бъбрека – петото езеро от Седемте рилски езера.